# Serranópolis
Serranópolis är en kommun i Brasilien.   Den ligger i delstaten Goiás, i den centrala delen av landet, 500 km sydväst om huvudstaden Brasília. Antalet invånare är 7 477.
Omgivningarna runt Serranópolis är huvudsakligen savann. Trakten runt Serranópolis är nära nog obefolkad, med mindre än två invånare per kvadratkilometer.